# فینال‌های ان‌بی‌ای ۱۹۸۰
سری فینال‌های قهرمانی جهان ان‌بی‌ای ۱۹۸۰ دور قهرمانی فصل ۸۰–۱۹۷۹ اتحادیهٔ ملی بسکتبال (ان‌بی‌ای) می‌باشد که در آن دو تیم فیلادلفیا سونتی‌سیکسرز (قهرمان کنفرانس شرق) و لس آنجلس لیکرز (قهرمان کنفرانس غرب) در برابر هم قرار گرفتند. لیکرز توانست این سری را با نتیجهٔ ۴ بر ۲ به سود خود تمام کند و عنوان نخست ان‌بی‌ای در فصل ۸۰–۱۹۷۹ را از آن خود کند.
کریم عبدالجبار ام‌وی‌پی لیگ شد، اما در میانهٔ بازی ۵، سنتر لیکرز دچار آسیب دیدگی شدید از ناحیهٔ مچ پا شد. با این حال او موفق شد در کوارتر چهارم به بازی برگردد تا لیکرز را به پیروزی و برتری ۳–۲ در این سری بهترین از هفت برساند. اما لیکرز باید برای انجام بازی ششم به فیلادلفیا سفر می‌کرد. عبدالجبار از فهرست تیم برای بازی ششم خارج شد، گرچه بیلی کانینگهام، سرمربی سونتی‌سیکسرز گفت: «تا زمانی که هواپیمای آن‌ها فرود نیاید و او حضور نداشته باشد، من باور نمی‌کنم که او بازی نخواهد کرد». اما همان‌طور که مشخص شد، کریم این سفر را انجام نداد و در صورت نیاز به انجام بازی ۷، حضور او در ترکیب تیم در هاله‌ای از ابهام قرار داشت.
در بازی ۶، مجیک جانسون عملکرد فوق‌العاده‌ای داشت و شاید بتوان این بازی او را عالی‌ترین بازی دوران فعالیت حرفه‌ای وی دانست. در این بازی بیرون از خانه، جانسون (به عنوان یک گارد تازه‌کار و سال اولی ۲ متر و ۶ سانتی‌متری) بازی را در پست سنتر آغاز کرد و در پایان با عملکردی برجسته در هر پنج پست به ایفای وظیفه پرداخت.
جانسون با به دست آوردن امتیاز زیاد ۴۲ و انجام تعداد ریباند بالا (۱۵ ریباند) - و دادن هفت پاس گل - لیکرز را به مقام قهرمانی NBA رساند. همچنین جمال ویلکس با ۳۷ امتیاز و ۱۰ ریباند، و نورم نیکسون نیز از دیگر بازیکنان مؤثر لیکرز در این دیدار بودند. جیم چونز در دفاع از دارل داوکینز، سنتر سونتی‌سیکسرز عملکرد قدرتمندانه‌ای از خود ارائه داد، در حالی که مارک لندسبرگر در حال بازگشت از روی نیمکت بود و برد هالند از فرصت کمی که به او داده شده بود بهره برد و هشت امتیاز کلیدی را به‌دست‌آورد.
عملکرد برجستهٔ مجیک جانسون در بازی شمارهٔ ۶ و این سری، وی را باارزش‌ترین بازیکن فینال‌های ان‌بی‌ای ۱۹۸۰ کرد. آنچه عملکرد جانسون را خیلی برجسته کرد، بازی او به عنوان یک بازیکن تازه‌کار و سال اولی بود – و در واقع کسی که تنها دو سال بود که دانشگاه را ترک کرده بود و تنها ۲۰ سال سن داشت. جانسون در سال ۲۰۱۱ گفت: «جمال ویلکس بازی باورنکردنی داشت». «همه در مورد ۴۲ امتیاز من صحبت کردند، اما برد این بازی حاصل تلاش او [و کسب ۳۷ امتیازش] نیز بود.»
در بازی ۴ فینال‌های ۱۹۸۰، جولیوس اروینگ حرکت مشهور به Baseline move را انجام داد، حرکت لی آپ ریورس (پرتاب پشت به حلقه) از پشت تخته که به نظر می‌رسید از قانون جاذبه تبعیت نمی‌کند. برنت ماسبورگر، گویندهٔ تلویزیون پخش کنندهٔ بازی، یادآوری کرد که اروینگ در دوران بازی خود در ای‌بی‌ای نیز تقریباً به صورت همیشگی چنین حرکاتی را انجام می‌داد – اما ای‌بی‌ای در آن روزها هیچ قراردادی با تلویزیون‌های کشور نداشت و بازی‌های آن تصویر برداری نمی‌شدند. این حرکت وی در بازی چهارم، که در یک بازی پخش شده برای مخاطبان تلویزیون ملی صورت پذیرفت، احتمالاً مشهورترین و به‌یاد ماندنی‌ترین حرکت جولیوس اروینگ می‌باشد.
همچنین این نخستین سری بازی‌های پایانی NBA می‌باشد که در آن از خط سه امتیازی استفاده می‌شد که در آن فصل برای نخستین بار در زمین‌های بازی ان‌بی‌ای از آن رونمایی شده بود.

## پیش‌زمینه

### مسیر فینال
| #  | کنفرانس غرب           | کنفرانس غرب | کنفرانس غرب | کنفرانس غرب | کنفرانس غرب   |
| #  | تیم                   | برد         | باخت        | درصد برد    | بازی‌های پشت‌سر |
| -- | --------------------- | ----------- | ----------- | ----------- | ------------- |
| ۱  | c-لس آنجلس لیکرز      | ۶۰          | ۲۲          | ۰٫۷۳۲       | –             |
| ۲  | y-میلواکی باکس        | ۴۹          | ۳۳          | ۰٫۵۹۸       | ۱۱            |
| ۳  | x-سیاتل سوپرسانیکس    | ۵۶          | ۲۶          | ۰٫۶۸۳       | ۴             |
| ۴  | x-فینیکس سانز         | ۵۵          | ۲۷          | ۰٫۶۷۱       | ۵             |
| ۵  | x-کانزاس سیتی کینگز   | ۴۷          | ۳۵          | ۰٫۵۷۳       | ۱۳            |
| ۶  | x-پورتلند تریل بلیزرز | ۳۸          | ۴۴          | ۰٫۴۶۳       | ۲۲            |
|    |                       |             |             |             |               |
| ۷  | سن دیگو کلیپرز        | ۳۵          | ۴۷          | ۰٫۴۲۷       | ۲۵            |
| ۸  | شیکاگو بولز           | ۳۰          | ۵۲          | ۰٫۳۶۶       | ۳۰            |
| ۹  | دنور ناگتس            | ۳۰          | ۵۲          | ۰٫۳۶۶       | ۳۰            |
| ۱۰ | یوتا جاز              | ۲۴          | ۵۸          | ۰٫۲۹۳       | ۳۶            |
| ۱۱ | گلدن استیت واریرز     | ۲۴          | ۵۸          | ۰٫۲۹۳       | ۳۶            |

| #  | کنفرانس شرق             | کنفرانس شرق | کنفرانس شرق | کنفرانس شرق | کنفرانس شرق   |
| #  | تیم                     | برد         | باخت        | درصد برد    | بازی‌های پشت‌سر |
| -- | ----------------------- | ----------- | ----------- | ----------- | ------------- |
| ۱  | z-بوستون سلتیکس         | ۶۱          | ۲۱          | ۰٫۷۴۴       | –             |
| ۲  | y-آتلانتا هاوکس         | ۵۰          | ۳۲          | ۰٫۶۱۰       | ۱۱            |
| ۳  | x-فیلادلفیا سونتی‌سیکسرز | ۵۹          | ۲۳          | ۰٫۷۲۰       | ۲             |
| ۴  | x-هیوستون راکتس         | ۴۱          | ۴۱          | ۰٫۵۰۰       | ۲۰            |
| ۵  | x-سن آنتونیو اسپرز      | ۴۱          | ۴۱          | ۰٫۵۰۰       | ۲۰            |
| ۶  | x-واشینگتن بولتز        | ۳۹          | ۴۳          | ۰٫۴۷۶       | ۲۲            |
|    |                         |             |             |             |               |
| ۷  | نیویورک نیکس            | ۳۹          | ۴۳          | ۰٫۴۷۶       | ۲۲            |
| ۸  | کلیولند کاوالیرز        | ۳۷          | ۴۵          | ۰٫۴۵۱       | ۲۴            |
| ۸  | ایندیانا پیسرز          | ۳۷          | ۴۵          | ۰٫۴۵۱       | ۲۴            |
| ۱۰ | نیوجرسی نتس             | ۳۴          | ۴۸          | ۰٫۴۱۵       | ۲۷            |
| ۱۱ | دیترویت پیستونز         | ۱۶          | ۶۶          | ۰٫۱۹۵       | ۴۴            |

### سری‌های فصل عادی
این دو تیم دو بار در فصل عادی با هم دیدار کردند و هریک، یک برد در خانه به دست آوردند.
| ۲۵ ژانویه ۱۹۸۰ |

|  |

| فیلادلفیا سونتی‌سیکسرز ۱۰۳, لس آنجلس لیکرز ۱۲۴ |

| ۱۰ فوریه ۱۹۸۰ |

|  |

| لس آنجلس لیکرز ۱۰۴, فیلادلفیا سونتی‌سیکسرز ۱۰۵ |

## خلاصه سری
| بازی   | تاریخ           | تیم میزبان            | نتیجه         | تیم مهمان             |
| ------ | --------------- | --------------------- | ------------- | --------------------- |
| بازی ۱ | یکشنبه، ۴ مه    | لس آنجلس لیکرز        | ۱۰۹–۱۰۲ (۱–۰) | فیلادلفیا سونتی‌سیکسرز |
| بازی ۲ | چهارشنبه، ۷ مه  | لس آنجلس لیکرز        | ۱۰۴–۱۰۷ (۱–۱) | فیلادلفیا سونتی‌سیکسرز |
| بازی ۳ | شنبه، ۱۰ مه     | فیلادلفیا سونتی‌سیکسرز | ۱۰۱–۱۱۱ (۱–۲) | لس آنجلس لیکرز        |
| بازی ۴ | یکشنبه، ۱۱ مه   | فیلادلفیا سونتی‌سیکسرز | ۱۰۵–۱۰۲ (۲–۲) | لس آنجلس لیکرز        |
| بازی ۵ | چهارشنبه، ۱۴ مه | لس آنجلس لیکرز        | ۱۰۸–۱۰۳ (۳–۲) | فیلادلفیا سونتی‌سیکسرز |
| بازی ۶ | جمعه، ۱۶ مه     | فیلادلفیا سونتی‌سیکسرز | ۱۰۷–۱۲۳ (۲–۴) | لس آنجلس لیکرز        |

### بازی ۱
| ۴ مه ۱۲:۳۰ p.m. PDT |

|  |

| فیلادلفیا سونتی‌سیکسرز ۱۰۲, لس آنجلس لیکرز ۱۰۹                 |  |                                                                         |
| امتیاز بر پایه وقت: ۲۸–۲۶, ۲۵–۲۷, ۱۷–۳۱, ۳۲–۲۵                |  |                                                                         |
| امتیاز: جولیوس اروینگ ۲۰ ریباند: بابی جونز ۱۰ پاس : Hollins ۸ |  | امتیاز: کریم عبدالجبار ۳۳ ریباند: کریم عبدالجبار ۱۴ پاس: مجیک جانسون ۱۰ |
| لس آنجلس پیشتاز سری، ۱–۰                                      |  |                                                                         |

### بازی ۲
| ۷ مه ۸:۳۰ p.m. PDT |

|  |

| فیلادلفیا سونتی‌سیکسرز ۱۰۷, لس آنجلس لیکرز ۱۰۴               |  |                                                                         |
| امتیاز بر پایه وقت: ۳۱–۲۱, ۲۸–۲۰, ۳۰–۳۰, ۱۸–۳۳              |  |                                                                         |
| امتیاز: Dawkins ۲۵ ریباند: جولیوس اروینگ ۱۰ پاس : Cheeks ۱۰ |  | امتیاز: کریم عبدالجبار ۳۸ ریباند: کریم عبدالجبار ۱۴ پاس: مجیک جانسون ۱۱ |
| سری برابر، ۱–۱                                              |  |                                                                         |

### بازی ۳
| ۱۰ مه ۳:۳۰ p.m. EDT |

|  |

| لس آنجلس لیکرز ۱۱۱, فیلادلفیا سونتی‌سیکسرز ۱۰۱                           |  |                                                             |
| امتیاز بر پایه وقت: ۳۱–۱۸, ۲۷–۲۶, ۲۶–۲۱, ۲۷–۳۶                          |  |                                                             |
| امتیاز: کریم عبدالجبار ۳۳ ریباند: کریم عبدالجبار ۱۴ پاس : نورم نیکسون ۷ |  | امتیاز: جولیوس اروینگ ۲۴ ریباند: C. Jones ۱۱ پاس: Hollins ۹ |
| لس آنجلس پیشتاز سری، ۲–۱                                                |  |                                                             |

### بازی ۴
| ۱۱ مه ۱ p.m. EDT |

|  |

| لس آنجلس لیکرز ۱۰۲, فیلادلفیا سونتی‌سیکسرز ۱۰۵                        |  |                                                        |
| امتیاز بر پایه وقت: ۲۱–۲۸, ۳۰–۲۱, ۲۵–۳۲, ۲۶–۲۴                       |  |                                                        |
| امتیاز: مجیک جانسون ۲۸ ریباند: کریم عبدالجبار ۱۱ پاس : مجیک جانسون ۹ |  | امتیاز: Dawkins ۲۶ ریباند: C. Jones ۱۰ پاس: Hollins ۱۳ |
| سری برابر، ۲–۲                                                       |  |                                                        |

### بازی ۵
| ۱۴ مه ۸:۳۰ p.m. PDT |

|  |

| فیلادلفیا سونتی‌سیکسرز ۱۰۳, لس آنجلس لیکرز ۱۰۸                 |  |                                                                                             |
| امتیاز بر پایه وقت: ۲۲–۲۵, ۳۱–۲۵, ۲۰–۳۱, ۳۰–۲۷                |  |                                                                                             |
| امتیاز: جولیوس اروینگ ۳۶ ریباند: C. Jones ۱۰ پاس : Hollins ۱۰ |  | امتیاز: کریم عبدالجبار ۴۰ ریباند: کریم عبدالجبار، مجیک جانسون هرکدام ۱۵ پاس: مجیک جانسون ۱۰ |
| لس آنجلس پیشتاز سری، ۳–۲                                      |  |                                                                                             |

### بازی ۶
| ۱۶ مه ۹ p.m. EDT |

|  |

| لس آنجلس لیکرز ۱۲۳, فیلادلفیا سونتی‌سیکسرز ۱۰۷                     |  |                                                            |
| امتیاز بر پایه وقت: ۳۲–۲۹, ۲۸–۳۱, ۳۳–۲۳, ۳۰–۲۴                    |  |                                                            |
| امتیاز: مجیک جانسون ۴۲ ریباند: مجیک جانسون ۱۵ پاس : نورم نیکسون ۹ |  | امتیاز: جولیوس اروینگ ۲۷ ریباند: بابی جونز ۹ پاس: Cheeks ۸ |
| لس آنجلس برندهٔ سری، ۴–۲                                           |  |                                                            |

## آمارهای بازیکنان
لس آنجلس لیکرز
| بازیکن              | GP | GS | MPG  | FG%   | 3FG%  | FT%   | RPG  | APG | SPG | BPG | PPG  |
| ------------------- | -- | -- | ---- | ----- | ----- | ----- | ---- | --- | --- | --- | ---- |
| Kareem Abdul-Jabbar | ۵  | ۵  | ۴۰٫۶ | ۰٫۵۴۹ |       | ۰٫۸۰۸ | ۱۳٫۶ | ۳٫۲ | ۰٫۶ | ۴٫۶ | ۳۳٫۴ |
| Magic Johnson       | ۶  | ۶  | ۴۲٫۷ | ۰٫۵۷۳ | ۰٫۰۰۰ | ۰٫۸۷۵ | ۱۱٫۲ | ۸٫۷ | ۲٫۷ | ۰٫۳ | ۲۱٫۵ |
| Jamaal Wilkes       | ۶  | ۶  | ۴۲٫۰ | ۰٫۴۶۷ |       | ۰٫۸۲۴ | ۷٫۷  | ۳٫۲ | ۰٫۸ | ۰٫۲ | ۲۱٫۳ |
| Norm Nixon          | ۶  | ۶  | ۴۲٫۳ | ۰٫۴۳۵ | ۰٫۰۰۰ | ۰٫۷۶۰ | ۳٫۷  | ۷٫۰ | ۲٫۲ | ۰٫۲ | ۱۵٫۵ |
| Michael Cooper      | ۶  | ۱  | ۳۰٫۸ | ۰٫۳۵۷ |       | ۰٫۸۱۳ | ۴٫۲  | ۳٫۳ | ۱٫۲ | ۰٫۷ | ۸٫۸  |
| Jim Chones          | ۶  | ۶  | ۳۰٫۸ | ۰٫۵۲۸ |       | ۰٫۷۵۰ | ۷٫۰  | ۱٫۵ | ۰٫۸ | ۰٫۷ | ۸٫۳  |
| Mark Landsberger    | ۶  | ۰  | ۱۴٫۳ | ۰٫۳۸۷ | ۰٫۰۰۰ | .۵۰۰  | ۶٫۲  | ۰٫۲ | ۰٫۵ | ۰٫۳ | ۴٫۲  |
| Brad Holland        | ۳  | ۰  | ۴٫۳  | ۰٫۶۶۷ |       | ۱٫۰۰۰ | ۰٫۳  | ۱٫۰ | ۱٫۰ | ۰٫۰ | ۳٫۳  |
| Spencer Haywood     | ۲  | ۰  | ۲٫۵  | ۱٫۰۰۰ |       |       | ۰٫۰  | ۰٫۰ | ۰٫۰ | ۰٫۰ | ۱٫۰  |
| Marty Byrnes        | ۱  | ۰  | ۱٫۰  |       |       |       | ۰٫۰  | ۰٫۰ | ۰٫۰ | ۰٫۰ | ۰٫۰  |

فیلادلفیا سونتی‌سیکسرز
| بازیکن           | GP | GS | MPG  | FG%   | 3FG%  | FT%   | RPG | APG | SPG | BPG | PPG  |
| ---------------- | -- | -- | ---- | ----- | ----- | ----- | --- | --- | --- | --- | ---- |
| Julius Erving    | ۶  | ۶  | ۴۰٫۷ | ۰٫۵۲۲ | ۰٫۲۵۰ | ۰٫۷۰۸ | ۷٫۰ | ۵٫۰ | ۲٫۰ | ۲٫۳ | ۲۵٫۵ |
| Darryl Dawkins   | ۶  | ۶  | ۳۳٫۸ | ۰٫۵۳۱ | ۰٫۰۰۰ | ۰٫۶۵۴ | ۶٫۰ | ۲٫۲ | ۱٫۲ | ۲٫۳ | ۲۰٫۲ |
| Maurice Cheeks   | ۶  | ۶  | ۳۶٫۸ | ۰٫۴۲۹ | ۰٫۰۰۰ | ۰٫۷۶۲ | ۳٫۲ | ۶٫۷ | ۲٫۵ | ۰٫۲ | ۱۴٫۷ |
| Lionel Hollins   | ۶  | ۶  | ۳۶٫۰ | ۰٫۳۸۱ | ۰٫۰۰۰ | .۹۲۹  | ۳٫۷ | ۸٫۸ | ۲٫۰ | ۰٫۳ | ۱۲٫۸ |
| Bobby Jones      | ۶  | ۰  | ۲۶٫۸ | ۰٫۵۰۰ |       | ۰٫۹۰۹ | ۵٫۷ | ۲٫۰ | ۱٫۲ | ۱٫۸ | ۱۱٫۰ |
| Caldwell Jones   | ۶  | ۶  | ۳۳٫۷ | ۰٫۴۷۶ |       | ۰٫۷۰۰ | ۸٫۳ | ۱٫۸ | ۰٫۲ | ۲٫۷ | ۹٫۰  |
| Steve Mix        | ۶  | ۰  | ۱۵٫۲ | ۰٫۴۸۳ |       | ۱٫۰۰۰ | ۱٫۸ | ۱٫۴ | ۰٫۲ | ۰٫۴ | ۷٫۲  |
| Henry Bibby      | ۶  | ۰  | ۱۹٫۰ | ۰٫۳۳۳ | ۰٫۰۰۰ | .۷۵۰  | ۱٫۸ | ۳٫۲ | ۰٫۲ | ۰٫۰ | ۵٫۰  |
| Clint Richardson | ۱  | ۰  | ۱٫۰  | ۰٫۰۰۰ | ۰٫۰۰۰ |       | ۰٫۰ | ۰٫۰ | ۰٫۰ | ۰٫۰ | ۰٫۰  |
| Jim Spanarkel    | ۱  | ۰  | ۱٫۰  |       |       |       | ۰٫۰ | ۱٫۰ | ۰٫۰ | ۰٫۰ | ۰٫۰  |
| Bernard Toone    | ۱  | ۰  | ۱٫۰  |       |       |       | ۰٫۰ | ۰٫۰ | ۰٫۰ | ۰٫۰ | ۰٫۰  |